# Italo Galbiati
Italo Galbiati (Milán, Italia; 8 de agosto de 1937-8 de marzo de 2023) fue un futbolista y entrenador de fútbol italiano que jugó en la posición de centrocampista. Principalmente fue reconocido como el entrenador asistente de Fabio Capello, con el cual estuvo con el AC Milan, Real Madrid CF, Juventus FC, AS Roma, Inglaterra y Rusia. Como asistente cumplía la función de Policía bueno mientras Capello hacía de Policía malo en sus equipos.

## Carrera

### Club
| Periodo   | Club              | Apariciones | Goles |
| --------- | ----------------- | ----------- | ----- |
| 1958–1960 | Inter de Milán    | 1           | 0     |
| 1959-1960 | → Reggina 1914    | 13          | 0     |
| 1960–1966 | Calcio Lecco 1912 | 146         | 5     |
| 1966-1967 | Calcio Como 1907  | 31          | 3     |

### Entrenador
| Periodo   | Club            |
| --------- | --------------- |
| 1967-1968 | Puteolana 1902  |
| 1980-1982 | Milan Primavera |
| 1981      | AC Milan        |
| 1982      | AC Milan        |
| 1984      | AC Milan        |
| 1986-1987 | Milan Primavera |

## Logros
- Serie B (1): 1980-81
- Copa Mitropa (1): 1981-82